# Quereme
Quereme fue una miniserie argentina de televisión emitida entre enero y abril de 1994 por Telefe. Fue dirigida por Diana Álvarez y producida y protagonizada por Cris Morena y Juan Palomino, y tuvo de antagonista principal a Liliana Simoni.

## Argumento
Paula (Cris Morena) es una periodista arriesgada de una revista ecológica a punto de desaparecer. Para una de sus notas deberá realizar un viaje que la hará descubrir una banda de traficantes de animales y así, cambiar por completo el destino de la editorial. En este viaje contará con la colaboración de Manuel (Juan Palomino), un guía experto en la selva misionera que la ayudará a evadir los diversos peligros que se presenten.
Con la aparición de este joven, la relación entre Paula y su novio Juanjo (Rubén Stella) se pone cada vez peor. De este modo, entre la periodista y el guía nacerá una relación más que especial, que puede llegar a derrumbarse cuando se conozca el oscuro pasado de Manuel. De divulgar ese secreto se encargará Sandra (Liliana Simoni), la actual novia de Manuel, una mujer que hará todo lo posible por destruir a Paula.
Paralelo a ellos transcurre la vida de un grupo de jóvenes que comenzarán a vivir historias llenas de vida y pasión. Así, Javier (Andy Botana), Sol (Romina Yan), Marco (Gaspar Vernet), Melina (Gisella Rietti), Nacho (Octavio Borro), Laura (Pamela Rodríguez), Fede (Coraje Ábalos), Liza (Carla Méndez), Camilo (Iván González) y Sofía (Natalia Di Salvo) descubrirán el amor, la amistad, el odio y las ganas de vivir a pleno cada día.

## Elenco

### Protagonistas
- Cris Morena como Paula.
- Juan Palomino como Manuel.

### Elenco coprotagónico
- Liliana Simoni como Sandra.
- Rubén Stella como Juanjo.
- Mónica Santibáñez como Chicha.
- Marina Skell como Karen.
- Alfonso De Grazia como Diego.
- Maurice Jouvet como Julio.
- Silvia Kutika como Diana.
- Horacio Erman como Alejo.
- Gustavo Rey como Jorge.
- Silvia Lobos como Magdalena.
- Alejo García Pintos como Matías.
- Rene Bertrand

### Elenco juvenil
- Romina Yan como Sol.
- Gaspar Teverovsky como Marcos.
- Coraje Ábalos como Fede.
- Andy Botana como Javier.
- Carla Méndez como Liza.
- Octavio Borro como Nacho.
- Gisella Rietti como Melina.
- Pamela Rodríguez como Laura.
- Natalia Di Salvo como Sofía.
- Iván González como Camilo.
- Claudia Flores com Anita.

### Actuación especial
- Andrea Pietra como Luciana.
- Magela Zanotta
- Carla Peterson

## Emisión
"Quereme" fue la apuesta fuerte de Telefe para el verano de 1994. Comenzó en enero de ese año, pero no cumplió con las expectativas de audiencia, por lo que fue levantada en abril del mismo año. Se emitía los martes a las 21:00 (UTC-3).